# رابعه نسیمی
رابعه نسیمی (به انگلیسی: Rabia Nasimi) (زاده ۱۵ دسامبر ۱۹۹۳) فعال مهاجرت و حقوق بشر در لندن است.

## زندگی‌نامه
رابعه نسیمی متولد ۱۵ دسامبر ۱۹۹۳، فعال در حوزه مهاجرت و حقوق بشر اهل کشور افغانستان و ساکن شهر لندن می‌باشد.

رابعه در حالی که هفت سال سن داشت همراه خانواده‌اش افغانستان را در سال ۱۹۹۹ از ترس آزار و اذیت طالبان ترک کردند. آنها خود را با دشواری و از طریق یک کامیون یخچال دار به بریتانیا رساندند. بعد از رسیدن و شروع زندگی در انگلستان، آنها سازمان خیریه افغانستان و آسیای میانه را ایجاد کردند.

## خلاصه فعالیت‌ها
در همان آغاز کار انجمن افغانستان و آسیای میانه، رابعه به عنوان داوطلب جوان و فعال با این مؤسسه شروع به کار کرد.
نسیمی اکنون برای حمایت از حقوق مهاجران در لندن کار می‌کند.
او در این مؤسسه به عنوان مسئول توسعه و برنامه‌ریزی‌های راهبردی و درازمدت فعالیت می‌کند.

او زمانی که در سال ۲۰۱۷ دوره دکترای خود را در دانشگاه کمبریج در رشته جامعه‌شناسی شروع کرد، به عنوان یک نمونه موفق از زنان مهاجر افغان در جامعه بریتانیا، دانشجوی خبرسازی شد و تاکنون مشغول تحصیل در این دانشگاه است.
نوشته‌هایی از او نیز در برخی از رسانه‌ها منتشر شده‌است.
نسیمی و خانواده‌اش افغانستان را در سال ۱۹۹۹ از ترس آزار و اذیت طالبان ترک کردند.بعد از رسیدن و شروع زندگی در بریتانیا، خانواده نسیمی Afghanistan and Central Asian Association را با هدف ایجاد زندگی بهتر برای افغانهای مهاجر و دیگر مهاجران ساکن بریتانیا ایجاد کردند. در همان آغاز کار رابعه به عنوان داوطلب جوان و فعال با این مؤسسه شروع به کار کرد. او اکنون پست مدیریت برنامه‌ریزی و فعالیت و استراتژی دراز مدت مؤسسه را بر عهده دارد. او دوره آموزشی تکمیلی زبان فارسی و همچنین کلاسهای آموزشی و ظرفیت سازی را برای ادغام و زندگی بهتر در بریتانیا راه اندازی کرده است.
- تاکنون چندین مقاله از او در وبسایت نشریه 8 صبح منتشر شده است.[۶] [۷]

## جوایز
1. برنده جایزه زنان آینده در سال 2018 در بخش روحیه اجتماعی از طرف سایت زنان آینده در کشور انگلستان.[۸]
2. برنده جایزه ستاره درخشان در بخش موسسات خیریه در سال 2018 از طرف وب سایت و موسسه We are the City[پیوند مرده].[۹]
3. برنده جایزه اشخاص حقوقی استثنایی(به انگلیسی: recognition of exceptional individuals) در بخش موسسات خیریه،از طرف موسسه Asian voice.[۱۰]
4. برنده جایزه زن جوان سال 2018 از طرف کمیساریای عالی سازمان ملل متحد برای پناهندگان (به انگلیسی: UNHCR) برای شمارکت استثنایی و الهام بخش در جامعه بریتانیا (به انگلیسی: recognition and celebration of inspirational leadership and exceptional contributions to UK society).

- در سال ۲۰۱۵ نامزد جایزه نهاد شبکه افغان‌های حرفه‌ای(به انگلیسی: APN) به خاطر سهم‌گیری فوق‌العاده برای بهتر کردن جامعه افغان‌ها در لندن شد.
- در سال ۲۰۱۷ نامزد جایزه شهرداری لویشم به خاطر فعالیت و سهمگیری در منطقه لویشم لندن شد.

## علایق
نسیمی مشتاق است که جوانان بیشتری را برای فعالیت‌های داوطلبانه جهت کمک به پناهندگان و مهاجران سازماندهی کند.